# Lew ha-Mifrac
Lew ha-Mifrac (hebr. תחנת הרכבת לב המפרץ) – jedna ze stacji kolejowych w Hajfie, w Izraelu. Jest obsługiwana przez Rakewet Jisra’el.

Stacja znajduje się w strefie przemysłowej położonej w północno-wschodniej części miasta Hajfa, nad Zatoką Hajfy. Przy stacji jest centrum handlowe Lev HaMifratz Mall. Dworzec jest przystosowany dla osób niepełnosprawnych.

## Połączenia
Pociągi z Hajfy jadą do Naharijji, Tel Awiwu, Lod, Modi’in, Rechowot, Aszkelonu i Beer Szewy.